# Суар
Суар или Сувар е средновековен град, столица на Суарското княжество през периода 948 – 975. Счита се, че е основан от тюркското племе савири през IX век.

## География
Разположен на около 30 км източно от Волга, на левия ѝ приток река Ютак, Сувар е политически, икономически и търговски център на Волжка България.

## История
Названието на града вероятно произлиза от иранската дума sowar – ездач. Според запазените писмени и археологически източници Сувар преживява своя апогей през Х век, когато произвежда и търгува с Хорезъм, Персия, Рус, Византия и Грузия. Според персийският географ Абу Заид ал-Балхи (850 – 934) по това време в града живеят 10 000 души и в него работи „главна джамия“. През Х век владетелите на Сувар Талиб ибн-Ахмад и Мумин ибн-Ахмад секат свои собствени монети, което сочи за възможна икономическа независимост. По време на монголското нашествие във Волжка България през 1236, градът е унищожен и никога не достига предишното си значение. Смята се, че руините – уклепления, основи, руини на дворец, разположени днес близо до село Кузнечиха, Спаски район, Татарстан, принадлежат на сринатия Сувар. Районът на селото е обект на археологически проучвания от екипите на Шигабутдин Марджани и Гайнутдин Ахмаров, А.П. Смирнов (1933 – 1937), Т.А. Хлебникова (1974 – 1975) и Ф.Ш. Хузин и Р.Ф. Шарифулин (1990 – 1993).

## Родени в Сувар
- Сулейман ибн-Дауд-аз-Сувари-Саксини, мюсюлмански богослов.